# Postulaten van de kwantummechanica
Om in de kwantummechanica bepaalde methoden en ontwikkelingen door te voeren, moet men zich beroepen op een aantal niet wiskundig bewijsbare postulaten. Er zijn 4 basispostulaten en een extra postulaat met betrekking tot de tijdsafhankelijke Schrödingervergelijking.

## Postulaat 1
Het eerste postulaat handelt over de golffunctie. Ze stelt dat de golffunctie de kwantumtoestand van een kwantummechanisch systeem beschrijft. Deze golffunctie hangt af van alle coördinaten q van alle samenstellende deeltjes en van de tijd. Deze golffunctie wordt in zijn meest algemene vorm als volgt voorgesteld:
{\displaystyle \Psi (q_{1},q_{2},q_{3},...,t)\,}
De golffunctie bevat bijgevolg alle mogelijke informatie van het systeem, maar geeft niet weer hoe men aan deze informatie moet komen. Bovendien is deze golffunctie onderworpen aan een aantal door Max Born opgelegde eisen of voorwaarden:
- De golffunctie moet kwadratisch integreerbaar zijn. Dat impliceert dat de golffunctie in kwestie moet voldoen aan:

{\displaystyle \int _{-\infty }^{+\infty }\int _{-\infty }^{+\infty }\cdots \int _{-\infty }^{+\infty }|\Psi (q_{1},q_{2},q_{3},...,t)|^{2}\,d\tau <\infty }
- De golffunctie moet eenduidig zijn: er mag bij elke waarde voor x slechts 1 golffunctiewaarde aangetroffen worden.
- De golffunctie moet continu zijn.

Dit geldt ook voor alle afgeleiden van de golffunctie.

## Postulaat 2
Het tweede postulaat beschrijft wat er gebeurt wanneer een natuurkundige grootheid A moet worden geïmplementeerd in de kwantummechanica. Het postulaat stelt dat met iedere waarneembare grootheid A een hermitische operator Â geassocieerd is. Daar waar de grootheid A in de klassieke mechanica wordt uitgedrukt in termen van een coördinaat qi en een impuls pi:
{\displaystyle A\left(q_{i},p_{i}\right)}
wordt in de kwantummechanica een lineaire hermitische operator ingevoerd:
{\displaystyle {\hat {A}}\left(q_{i},{\frac {\hbar }{i}}{\frac {\partial }{\partial q_{i}}}\right)}
Deze operator bezit een complete verzameling van orthonormale eigenfuncties. Dat impliceert dat iedere functie {\displaystyle \Psi }, die aan dezelfde randvoorwaarden voldoet als de eigenfuncties {\displaystyle \alpha _{i}} van de operator, kan worden neergeschreven als een lineaire combinatie van deze eigenfuncties: 
{\displaystyle \Psi =\sum _{n}c_{n}|\alpha _{i}\rangle }
Merk op dat de eigenfuncties niet per se orthonormaal hoeven te zijn: ze kunnen immers steeds orthonormaal gezet worden middels de Gram-Schmidtmethode.
Voor de operator geldt dat
{\displaystyle {\hat {A}}|\alpha _{i}\rangle =a_{i}|\alpha _{i}\rangle }
Dit is een eigenwaardevergelijking van de operator, met {\displaystyle \alpha _{i}} als eigenfunctie en ai als eigenwaarde. Deze eigenwaarde is het onderwerp van het derde postulaat.

## Postulaat 3
Het derde postulaat stelt dat de mogelijke meetwaarden van de waarneembare natuurkundige grootheid A worden bepaald door de eigenwaarden van de lineaire hermitische operator Â. Dat houdt in dat de enige waarneembare meetwaarden gelimiteerd of gekwantiseerd zijn. Indien de eigenwaardevergelijking van A wordt gegeven door
{\displaystyle {\hat {A}}|\alpha _{i}\rangle =a_{i}|\alpha _{i}\rangle }
dan geldt dat elke meting van de grootheid A slechts een van de waarden ai kan opleveren. Wanneer het systeem zich in een toestand bevindt met golffunctie {\displaystyle \Psi } en deze golffunctie tegelijkertijd een eigenfunctie van de hermitische operator Â is, dan is de enige mogelijke waarde voor de gemeten grootheid deze van de eigenwaarde van Â in de eigenwaardevergelijking
{\displaystyle {\hat {A}}|\Psi \rangle =a_{\Psi }|\Psi \rangle }
Dit principe sloeg in de jaren '20 en '30 van de 20e eeuw in als een bom in de natuurkundige kringen. Daar waar men steeds dacht dat energie een continu spectrum bezette in de macroscopische wereld, wordt men geconfronteerd met discrete of gekwantiseerde systemen op moleculair, atomair en subatomair niveau. Slechts welbepaalde energieniveaus konden door deze zogenaamde kwantumdeeltjes bezet worden; alle andere waarden daartussen bestaan niet.
De eigenfuncties moeten echter steeds blijven voldoen aan de eis van kwadratische integreerbaarheid (de tijd wordt hier niet in acht genomen, omdat het courant is om tijdsonafhankelijke problemen te behandelen):
{\displaystyle \int _{-\infty }^{+\infty }\int _{-\infty }^{+\infty }\cdots \int _{-\infty }^{+\infty }|\Psi (q_{1},q_{2},q_{3},...,q_{i})|^{2}\,d\tau <\infty }
De fysische betekenis van {\displaystyle |\Psi (q_{1},q_{2},q_{3},...,q_{i})|^{2}\,} is niets anders dan een waarschijnlijkheidsdichtheid, oftewel de kans om bij meting van de coördinaten de meetwaarden aan te treffen tussen {\displaystyle (q_{1},q_{2},q_{3},...,q_{i})\,} en {\displaystyle (q_{1}+{\rm {d}}{q_{1}},q_{2}+{\rm {d}}{q_{2}},q_{3}+{\rm {d}}{q_{3}},...,q_{i}+{\rm {d}}{q_{i}})\,}. Bijgevolg wordt het kwadraat van de golffunctie beschouwd als een distributiefunctie. Dit is onder meer het onderwerp van het vierde postulaat.

## Postulaat 4
Het vierde postulaat veronderstelt dat het systeem in een kwantummechanische toestand {\displaystyle \Psi (q_{i})\,} verkeert. Dan wordt de waarschijnlijkheid om bij meting van de fysische grootheid A de meetwaarde ai (de eigenwaarde uit de eigenwaardevergelijking) te bekomen, gegeven door {\displaystyle |c_{n}|^{2}\,}, waarbij geldt dat
{\displaystyle \Psi (q_{i})=c_{1}\Psi _{1}(q_{i})+c_{2}\Psi _{2}(q_{i})+c_{3}\Psi _{3}(q_{i})+...+c_{n}\Psi _{n}(q_{i})+...\,}
Of algemeen
{\displaystyle \Psi (q_{i})=\sum _{n=1}^{\infty }c_{n}\Psi _{n}(q_{i})}
De verwachtingswaarde van de grootheid A wordt gegeven door
{\displaystyle \langle A\rangle =\int _{-\infty }^{+\infty }\int _{-\infty }^{+\infty }\cdots \int _{-\infty }^{+\infty }\Psi ^{*}(q_{i})\,{\hat {A}}\,\Psi (q_{i})\,{\rm {d}}{q_{1}}\,{\rm {d}}{q_{2}}\,{\rm {d}}{q_{3}}\,...\,{\rm {d}}{q_{k}}}
In de Diracnotatie wordt dit:
{\displaystyle \langle A\rangle =\langle \Psi |{\hat {A}}|\Psi \rangle }
De verwachtingswaarde of gemiddelde waarde is dus het gewogen gemiddelde van de verschillende mogelijke individuele eigenwaarden van de hermitische operator Â, waarbij de weging gebeurt aan de hand van het kwadraat van de expansiecoëfficiënt van de eigenfuncties van Â in de toestandsfunctie. In het geval van een hermitische operator geldt de volgende identische gelijkheid:
{\displaystyle \langle \Psi _{i}|{\hat {A}}|\Psi _{j}\rangle \equiv \langle \Psi _{j}|{\hat {A}}|\Psi _{i}\rangle ^{*}}

## Postulaat 5
De oplossingen van de eigenwaardevergelijking van hermitische operatoren zijn golffuncties, die de toestand van het systeem beschrijven als een functie van plaatscoördinaten. Veelal wordt de tijdsonafhankelijke Schrödingervergelijking aangewend, maar het is ook mogelijk om naast de coördinaten ook de tijd in acht te nemen. Het verloop in de tijd van een toestand van een onverstoord kwantummechanisch systeem wordt beschreven door de tijdsafhankelijke Schrödingervergelijking
{\displaystyle -{\frac {\hbar }{i}}{\frac {\partial }{\partial t}}\Psi ={\hat {H}}\Psi }
Hierin stelt {\displaystyle {\hat {H}}} de Hamiltoniaan van het systeem voor.
In de klassieke mechanica heeft de kennis van een toestand van een onverstoord systeem op een tijdstip t tot gevolg dat de toestand op een later tijdstip reeds volledig eenduidig is bepaald. In de kwantummechanica is dit allesbehalve het geval. De kennis van een toestand op een tijdstip t heeft tot gevolg dat alleen de waarschijnlijkheden voor verschillende mogelijke meetresultaten bekend zijn.